# Vis

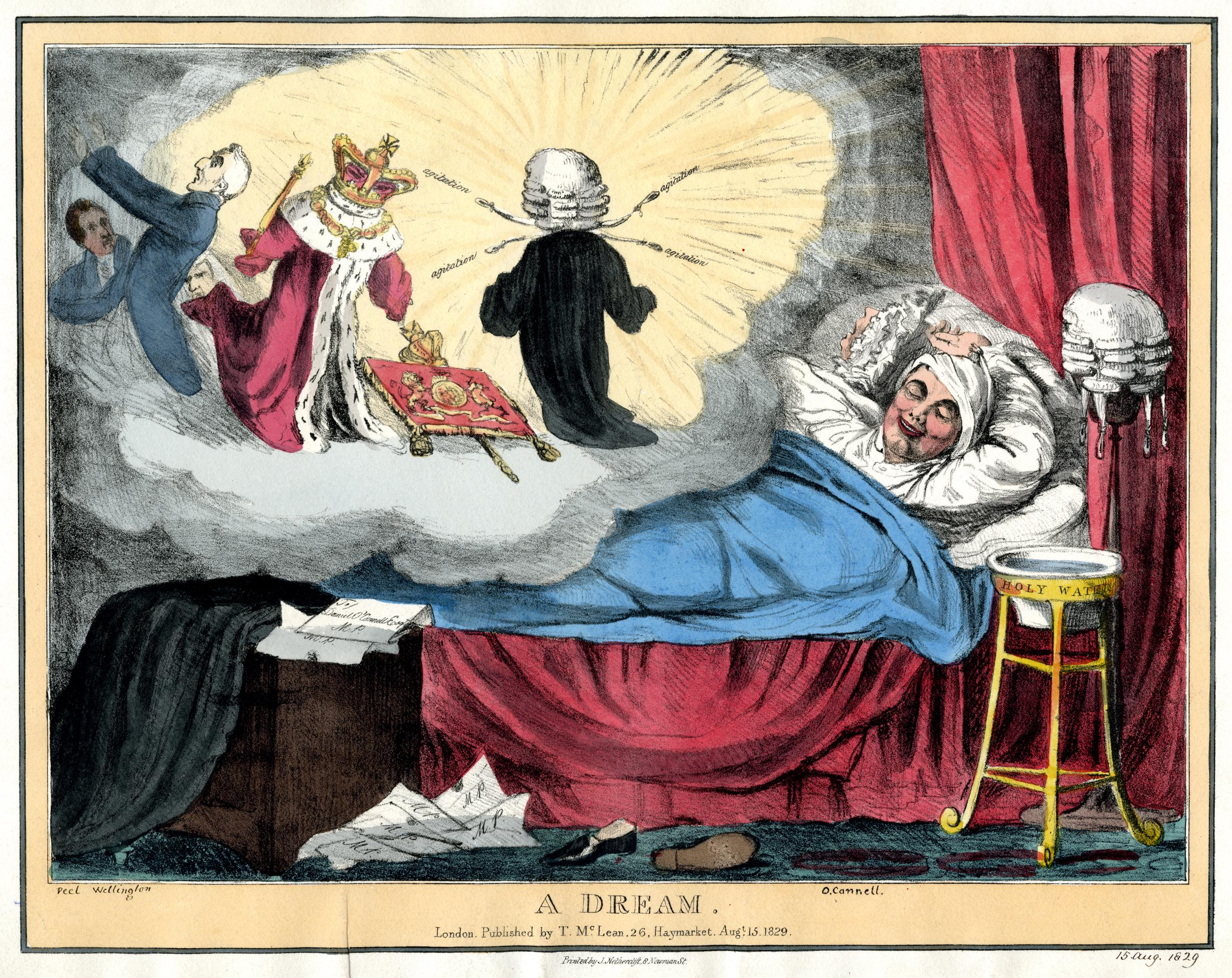
O pictură care îl înfățișează pe visând la o confruntare cu George al IV-lea, arătat în interiorul unei bule de gândire.

Un vis este o succesiune de imagini, idei, emoții și senzații care apar, de obicei, involuntar în minte în timpul anumitor etape ale somnului. Oamenii petrec aproximativ două ore visând în fiecare noapte, iar fiecare vis durează între 5 și 20 de minute, deși visătorul poate percepe visul ca având o durată mai lungă.
Conținutul și funcția viselor au fost subiecte de interes științific, filozofic și religios de-a lungul istoriei. Interpretarea viselor a fost practicată de babilonieni încă din mileniul al treilea î.Hr. și chiar mai devreme de sumerieni, figurând proeminent în textele religioase ale multor tradiții și jucând un rol major în psihoterapie. Studiul științific al viselor se numește onirologie. Cele mai multe cercetări moderne despre vise se concentrează pe neurofiziologia acestora și pe ipotezele legate de funcția viselor. Încă nu se cunoaște unde își au originea visele în creier, dacă există o sursă unică sau mai multe regiuni cerebrale implicate, ori care este scopul visării pentru corp și minte.
Experiența umană a visului și interpretările acesteia au variat semnificativ în timp. În Mesopotamia și Egiptul Antic, visele influențau deciziile post-vis, ceea ce a scăzut în intensitate în mileniile ulterioare. Scrierile antice despre vise acordă o importanță deosebită viselor de vizitare, în care o figură din vis, adesea o divinitate sau un strămoș, dădeau visătorului instrucțiuni specifice sau preziceau evenimente viitoare. Interpretările viselor și cadrul cultural al acestora variază între culturi și de-a lungul timpului.
Visul este strâns legat de somn, iar visele apar în principal în timpul somnului REM (mișcări rapide ale ochilor), când activitatea cerebrală este ridicată și similară cu cea din starea de veghe. Deoarece somnul REM apare la multe specii și pentru că toate mamiferele experimentează somnul REM, se presupune că animalele ar putea visa. Totuși, oamenii visează și în timpul somnului non-REM, iar trezirile din REM nu duc întotdeauna la rapoarte de vis. Pentru a fi studiat, un vis trebuie transpus într-un raport verbal – o redare a memoriei subiectului despre vis, nu a experienței de vis propriu-zise. Astfel, visarea la non-oameni sau la fătul uman ori la sugarii preverbali este în prezent imposibil de confirmat.

## Experiența subiectivă și conținutul

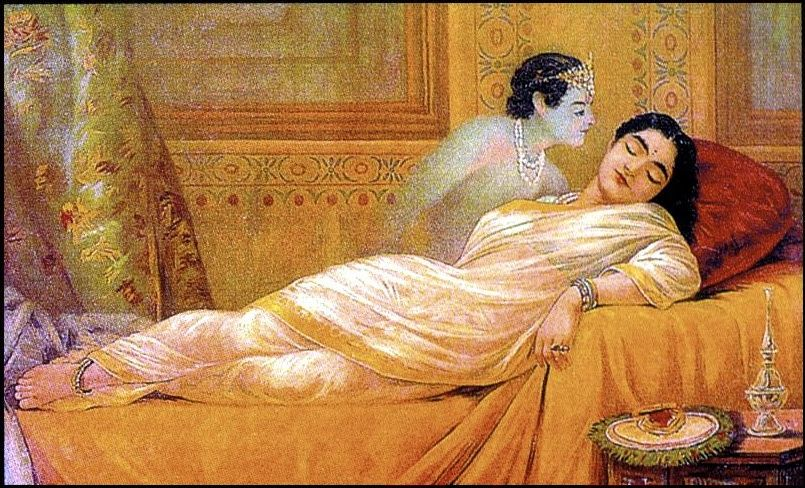
Usha Dreaming Aniruddha (imprimeu oleografic) (1848–1906)

Scrierile din civilizațiile mediteraneene antice indică o schimbare abruptă în experiența visului între epoca bronzului și începuturile epocii clasice.
În visele de vizitare descrise în scrierile antice, visătorii erau de obicei pasivi, iar conținutul vizual doar încadra mesaje auditive autoritare. Gudea, regele orașului sumerian Lagaș (cca. 2144–2124 î.Hr.), a reconstruit templul lui Ningirsu⁠(d) ca urmare a unui vis în care i s-a cerut să facă acest lucru. După antichitate, visătorii au trecut de la rolul pasiv la cel activ, devenind personaje participante în vis.
Între anii 1940 și 1985, Calvin S. Hall a colectat peste 50.000 de rapoarte de vis la Universitatea Western Reserve. În 1966, Hall și Robert Van de Castle au publicat Analiza conținutului viselor, unde au propus un sistem de codificare pentru analiza a 1.000 de rapoarte de vis de la studenți. Rezultatele au arătat similarități în conținutul viselor participanților din diferite regiuni. Singura rămășiță a figurii autoritare din antichitate este includerea lui Dumnezeu în categoria persoanelor proeminente din vise. Rapoartele complete ale viselor colectate de Hall au fost făcute publice în anii ’90 de William Domhoff⁠(d), iar studiile ulterioare continuă să citeze favorabil cercetarea lui Hall.

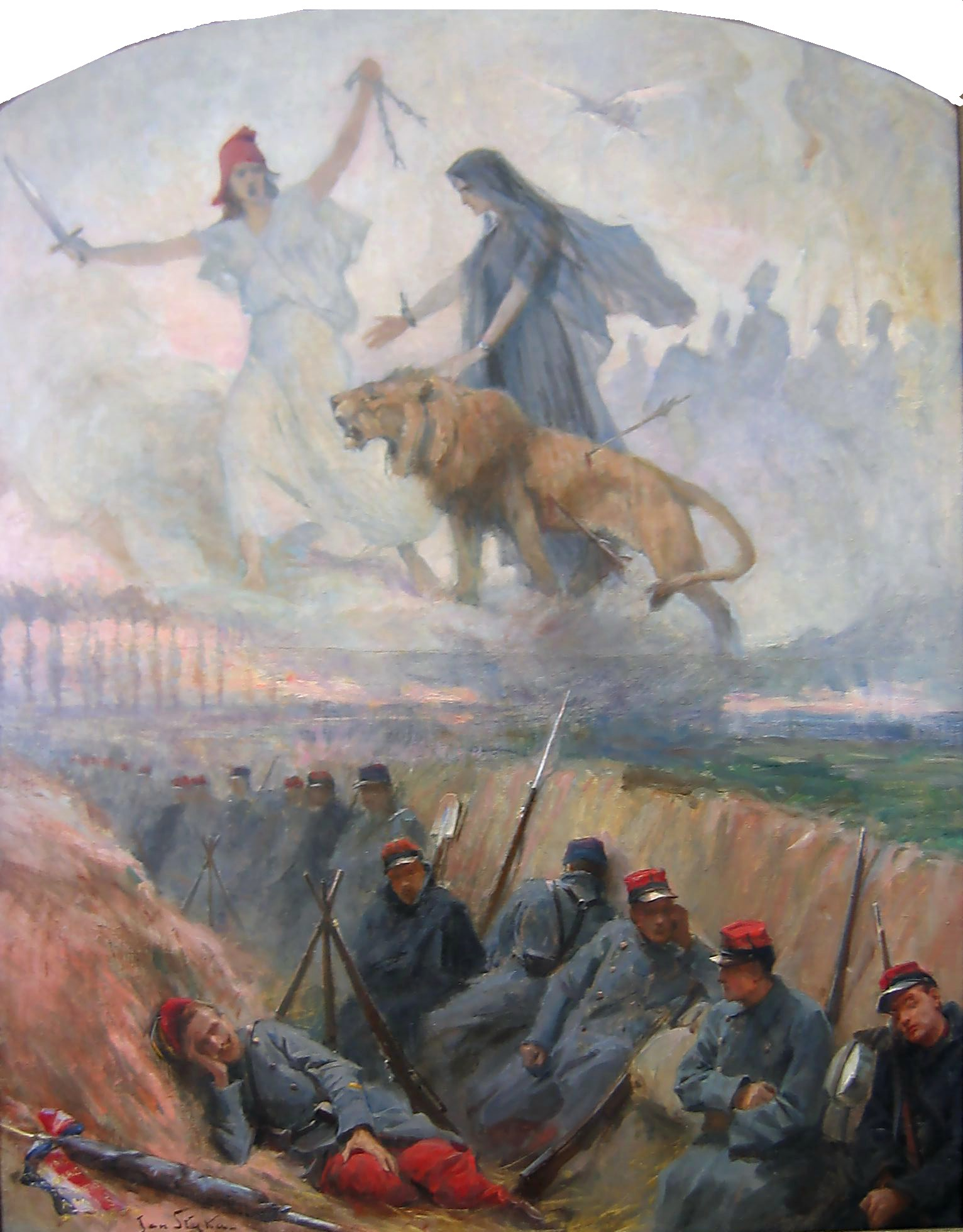
Un soldat visează: tranșeele din Primul Război Mondial. (1858–1925).

În studiul lui Hall, cea mai frecventă emoție experimentată în vise era anxietatea. Alte emoții includ abandonul, furia, frica, bucuria și fericirea, cele negative fiind mult mai răspândite decât cele pozitive. Analiza a arătat că visele sexuale apar în mai puțin de 10% din cazuri, fiind mai comune la tineri și adolescenți. Un alt studiu a arătat că 8% dintre visele bărbaților și femeilor conțin elemente sexuale. În unele cazuri, visele sexuale pot duce la orgasme sau emisii nocturne, cunoscute colocvial ca „vise umede”.
Visul are, în general, o natură vizuală fantezistă, locațiile și obiectele schimbându-se în mod continuu. Elementele vizuale reflectă, de regulă, amintirile și experiențele unei persoane, iar conversațiile din vis pot lua forme exagerate și bizare. Unele vise prezintă povești complexe, unde visătorul intră în lumi noi, cu idei și sentimente inedite.
Persoanele nevăzătoare din naștere nu au vise vizuale; conținutul viselor lor se leagă de alte simțuri precum auzul, atingerea, mirosul și gustul.

## Neuropsihologie
Studiul viselor este popular în rândul cercetătorilor interesați de problema minte-creier. Unii cercetători „propun să reducă aspectele fenomenologice ale viselor la neurobiologie” Totuși, știința actuală nu poate specifica în detaliu fiziologia visului. În cele mai multe națiuni, protocoalele limitează cercetarea creierului uman la proceduri non-invazive. În Statele Unite, procedurile invazive asupra creierului sunt permise numai dacă sunt necesare pentru tratamentul medical al subiectului uman implicat. Metodele non-invazive de măsurare a activității cerebrale, precum EEG-ul (electroencefalogramă) și imagistica fluxului sanguin cerebral, nu pot detecta populații neuronale mici, dar influente. De asemenea, semnalele fMRI sunt prea lente pentru a explica procesele cerebrale în timp real.
Oamenii de știință care investighează funcțiile cerebrale pot evita restricțiile actuale prin studierea subiecților animale. Conform Societății pentru Neuroștiință, „deoarece nu există alternative adecvate, o mare parte din această cercetare trebuie să fie efectuată pe subiecți animale”. Cu toate acestea, cum visarea la animale poate fi doar inferată, nu confirmată, studiile pe animale nu oferă date concrete pentru a clarifica neurofiziologia viselor. Studiile asupra subiecților umani cu leziuni cerebrale pot oferi indicii, dar nu pot distinge între efectele distrugerii țesutului și cele ale deconectării și nici nu pot viza grupuri neuronale specifice din regiunile eterogene, cum ar fi trunchiul cerebral.

## Generare

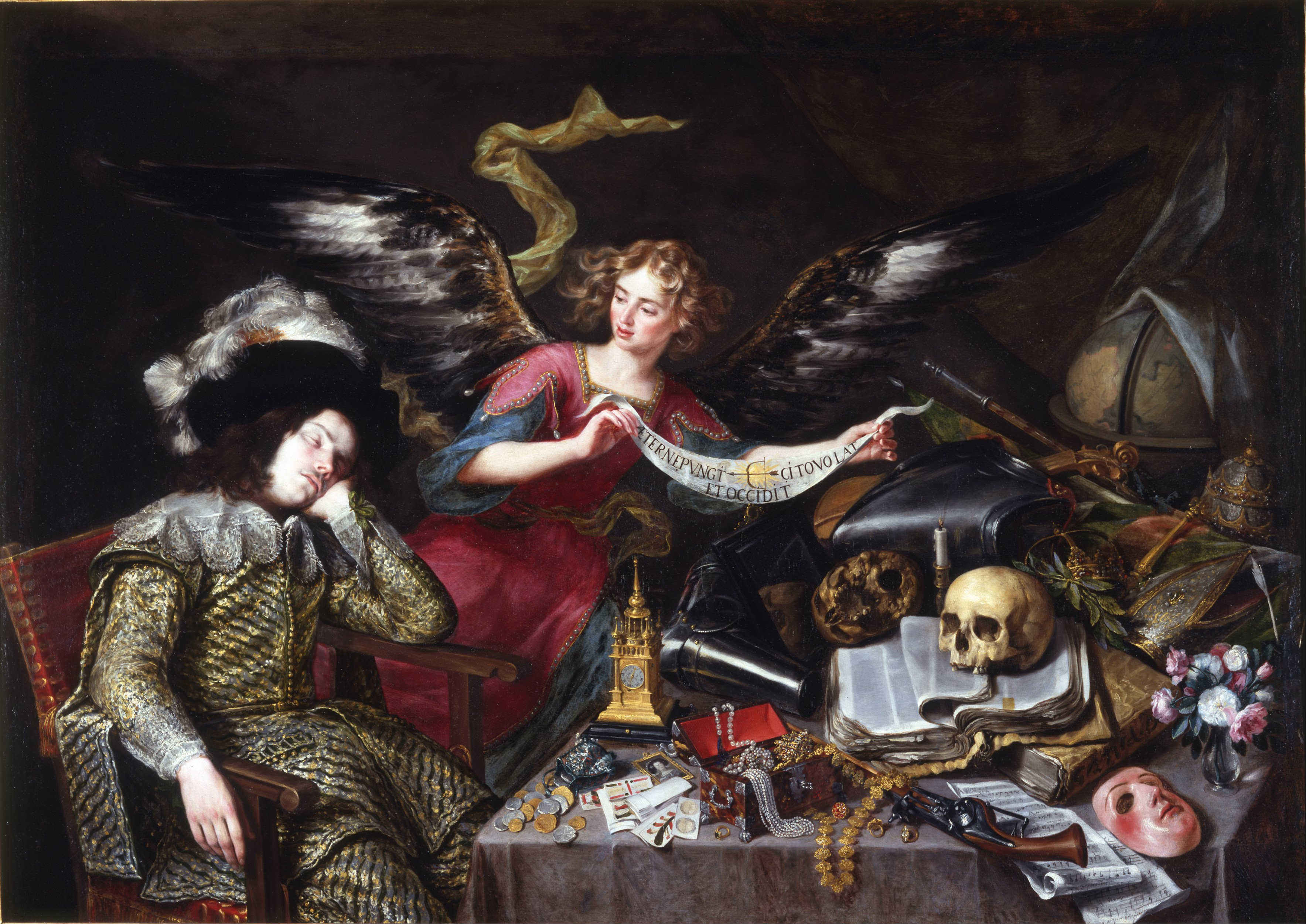
Visul cavalerului, 1655, de

Lipsa instrumentelor de precizie a condus o parte din cercetarea viselor să se limiteze la rezultatele imagisticii. Unele studii identifică o creștere a fluxului sanguin într-o anumită regiune cerebrală și atribuie acesteia un rol în generarea viselor. Totuși, cercetări recente arată că visarea implică un număr mare de regiuni și căi, diferite pentru diverse evenimente de vis.
Crearea imaginilor în creier implică o activitate neurală semnificativă după recepția vizuală, fiind teoretizat că „imagistica vizuală a viselor este produsă prin activarea acelorași structuri cerebrale responsabile de percepția vizuală complexă în stare de veghe”.
Visele au o narațiune continuă, nu doar imagini vizuale. Gazzaniga și LeDoux⁠(d) au teoretizat existența unui „interpret stâng” care creează o narațiune plauzibilă din semnalele electrochimice ce ajung la emisfera stângă a creierului. Cercetările asupra somnului au indicat că unele regiuni cerebrale complet active în stare de veghe sunt doar parțial sau fragmentar activate în somnul REM. James W. Kalat explică: „[Un] vis reprezintă efortul creierului de a da sens unor informații rarefiate și distorsionate. Cortexul combină această intrare haotică cu activitatea existentă pentru a crea o poveste”. Neurologul Indre Viskontas⁠(d) consideră că, de multe ori, conținutul bizar al viselor este „rezultatul interpretării haotice a creierului”.

## Teorii despre funcție
Pentru mulți, visele au fost considerate mesaje divine sau revelații. Anticii egipteni credeau că visele ofereau revelații și obișnuiau să le „incubeze” prin somn pe „paturi de vis” speciale, sperând să primească mesaje divine. Dintr-o perspectivă darwiniană, visele ar trebui să îndeplinească un rol biologic. Robert (1886), un medic german, a sugerat că visele sunt necesare pentru a procesa și filtra impresiile senzoriale necompletate și ideile neterminate ale zilei. Freud, concentrându-se mai mult pe interpretarea viselor, a susținut că visele servesc pentru a menține somnul, reprezentând dorințe împlinite care altfel ar trezi visătorul.

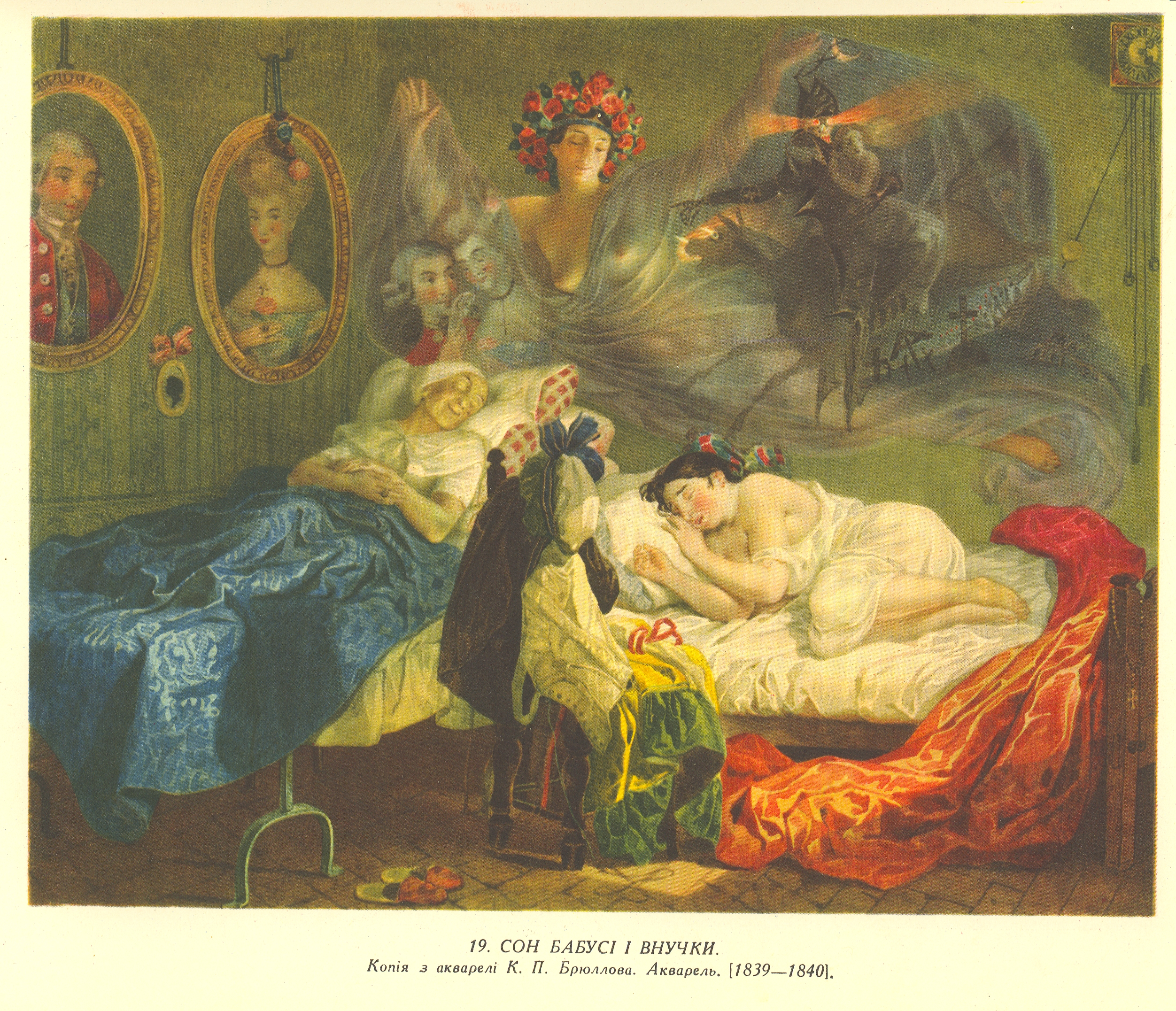
Visul bunicii și nepoatei (1839 sau 1840). Taras Șevcenko

Un punct de cotitură a fost lucrarea lui Aserinski și Kleitman (1953) care a identificat somnul REM și a legat visele de această etapă. După aceasta, teoriile funcției visului s-au dezvoltat:
- Ipoteza activării-sintezei (Hobson⁠(d) și McCarley⁠(d), 1977): somnul REM ajută la un aspect al procesului de învățare.[44] Un studiu din 2010 de la Harvard a susținut ideea corelării viselor cu îmbunătățirea învățării.[45]

- Teoria „învățării inverse” (Crick și Mitchison, 1983): visele curăță mintea, eliminând informațiile inutile.[46][47]
- Teoria lui Hartmann⁠(d) (1995): visele au o funcție cvasi-terapeutică, procesând trauma într-un cadru sigur.[48]
- Ipoteza simulării amenințărilor (Revonsuo⁠(d), 2000): visele oferă antrenament pentru a face față amenințărilor, un avantaj evolutiv.[49] În 2015, Revonsuo a propus teoria simulării sociale, văzând visele ca pe un antrenament al abilităților sociale.[50]
- Teoria activării defensive (Eagleman⁠(d) și Vaughn⁠(d), 2021): visele protejează lobul occipital de alte operațiuni senzoriale pe timpul somnului.[51]
- Teoria lui Erik Hoel⁠(d): visele previn supraînvățarea, ajutând la învățarea din situații noi și complexe.[52][53]

## Contextul religios și alte contexte culturale
Visele ocupă un loc central în marile religii ale lumii. Experiența visului ar fi contribuit, conform unor interpretări, la apariția ideii de „suflet” uman, un concept esențial în numeroase credințe religioase. J.W. Dunne⁠(d) a scris:
„Dar nu poate exista nicio îndoială rezonabilă că ideea de suflet trebuie să fi apărut pentru prima dată în mintea omului primitiv ca urmare a observării viselor sale. Ignorant cum era, nu putea concluziona altceva decât că, în vis, își lăsa corpul adormit într-o lume și se rătăcea într-alta.”

### Hinduism
În Mandukya Upanishad⁠(d), o parte a scripturilor vedice hinduse, visul este una dintre cele trei stări ale sufletului pe parcursul vieții, alături de starea de veghe și starea de somn profund. Primele Upanișade, datând dinainte de anul 300 î.e.n., sugerează două interpretări ale viselor: ca expresii ale dorințelor interioare sau ca experiențe în care sufletul părăsește corpul pentru a se întoarce la trezire.

### Avraamice

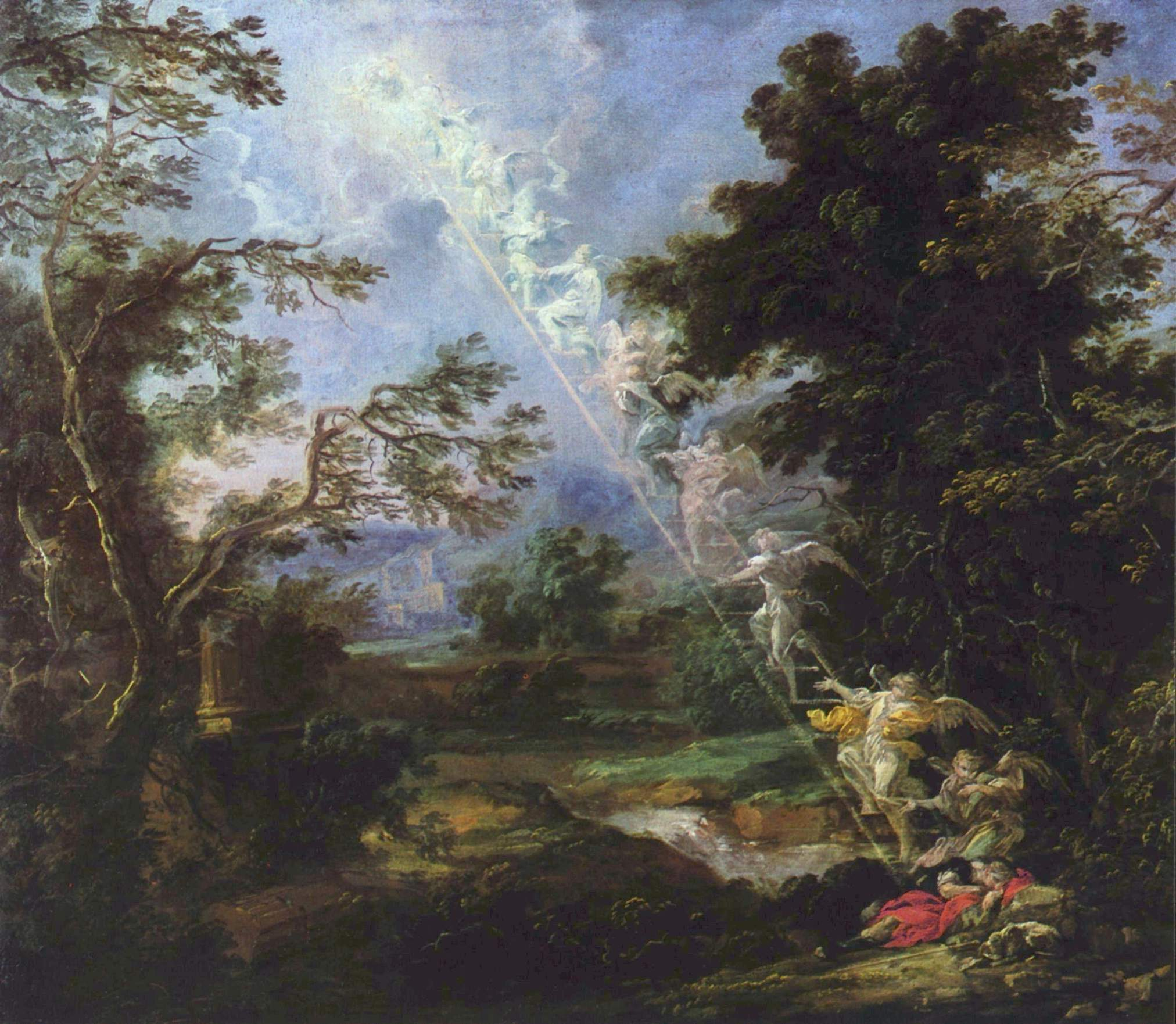
Visul lui Iacov cu o scară a îngerilor, c. 1690.

În iudaism, visele sunt interpretate ca o parte a experienței vieții din care se pot învăța lecții. Talmudul discută acest subiect în Tratatul Berachot (55–60). În tradiția veche evreiască, visele bune sunt considerate de la Dumnezeu, iar cele rele de la spirite malefice. Pentru a primi revelații divine, vechii evrei obișnuiau să practice „incubarea viselor”, asemenea altor culturi. De exemplu, profetul Samuel dormea în templul de la Șilo pentru a primi cuvântul lui Dumnezeu, iar Iosif a interpretat visul faraonului despre vacile slabe și grase, prezicând șapte ani de prosperitate urmați de șapte ani de foamete. Majoritatea viselor din Biblie sunt consemnate în Cartea Genezei.
Creștinii împărtășesc în mare parte concepțiile iudaice despre vise, considerându-le mesaje divine. Printre cele mai cunoscute visuri biblice se numără visul lui Iacov, care a văzut o scară legând Pământul de Cer. În tradiția creștină, visele pot fi interpretate ca o modalitate prin care Dumnezeu le vorbește oamenilor. Faimosul Somniale Danielis⁠(d), un glosar de interpretare a viselor, oferă sfaturi creștinilor despre cum să-și interpreteze visele.
Cercetătorul Iain R. Edgar⁠(d) a arătat că visele joacă un rol semnificativ în islam, fiind considerate o sursă de revelații de la Dumnezeu după moartea profetului Mahomed. Islamul clasifică visele în trei tipuri: visul adevărat (al-ru’ya), visul fals, provenit de la diavol (Shaytan⁠(d)), și visul cotidian fără semnificație (hulm), care ar putea fi determinat de experiențele de zi cu zi. Potrivit tradiției hadis, visele profetului se împlineau precum valurile oceanului. Coranul include povestea lui Iosif și talentul său de a interpreta visele.
În creștinism și islam, visele figurează și în relatările despre convertiri religioase. Se spune că împăratul Constantin s-a convertit la creștinism după ce un vis i-a prezis victoria la Podul Milvius, dacă folosește simbolul Chi-Rho ca steag de luptă.

### Budism
În budism, concepțiile despre vise se aliniază cu tradițiile clasice din Asia de Sud. Literatura budistă, precum Mahāvastu⁠(d) și Lalitavistara⁠(d), descrie vise premonitorii, iar în Comentariile Pāli⁠(d) și Milinda Pañhā⁠(d) se explorează semnificația viselor.

### Altele

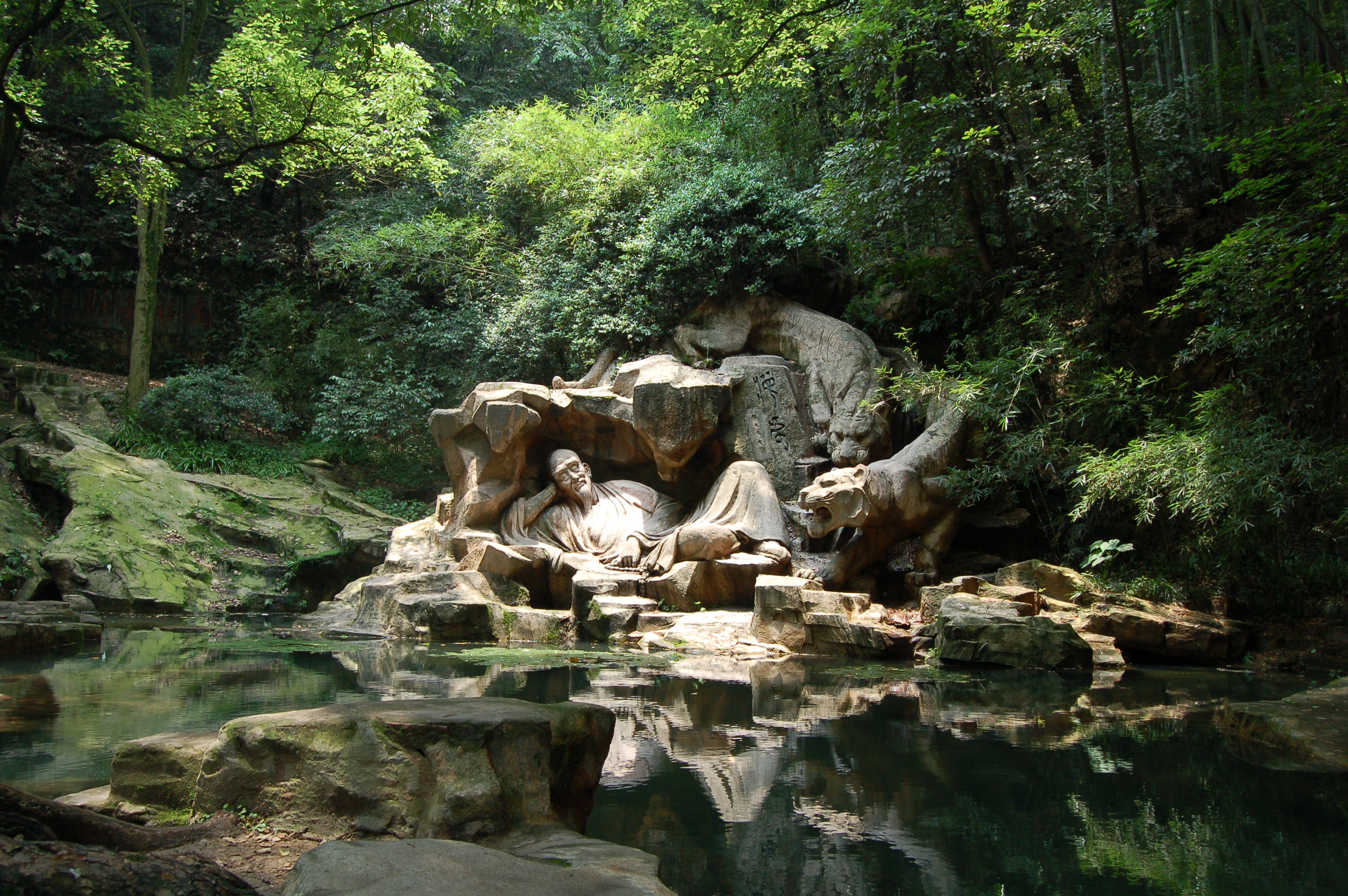
Statuia Visului Primăverii Tigrului (虎跑夢泉) la Izvorul Hupao (Hupaomengquan) în Hangzhou, Zhejiang, China

În istoria chineză, se credea că sufletul se eliberează din corp în timpul somnului pentru a călători în lumea viselor, iar această interpretare a fost contestată încă din Antichitate, de filosofi precum Wang Chong⁠(d) (27–97 d.Hr.).
Babilonienii și asirienii împărțeau visele în „bune”, de la zei, și „rele”, de la demoni. În cultura greacă, visele erau interpretate în sanctuare dedicate zeului Morfeu, iar Herodot scria că visele sunt influențate de grijile zilnice. Vechii greci credeau că sufletul părăsește corpul în timpul somnului, iar Hippocrate și Platon au speculat despre influența viselor asupra sănătății și dorințelor ascunse.
Unele triburi amerindiene consideră că visele sunt o modalitate de a comunica cu strămoșii și folosesc căutările vizionare pentru inițierea spirituală. În cultura aborigenilor australieni, „Visul” este o creație perpetuă, un timp sacru fără sfârșit care leagă individul de cosmos și de strămoși.

## Interpretare

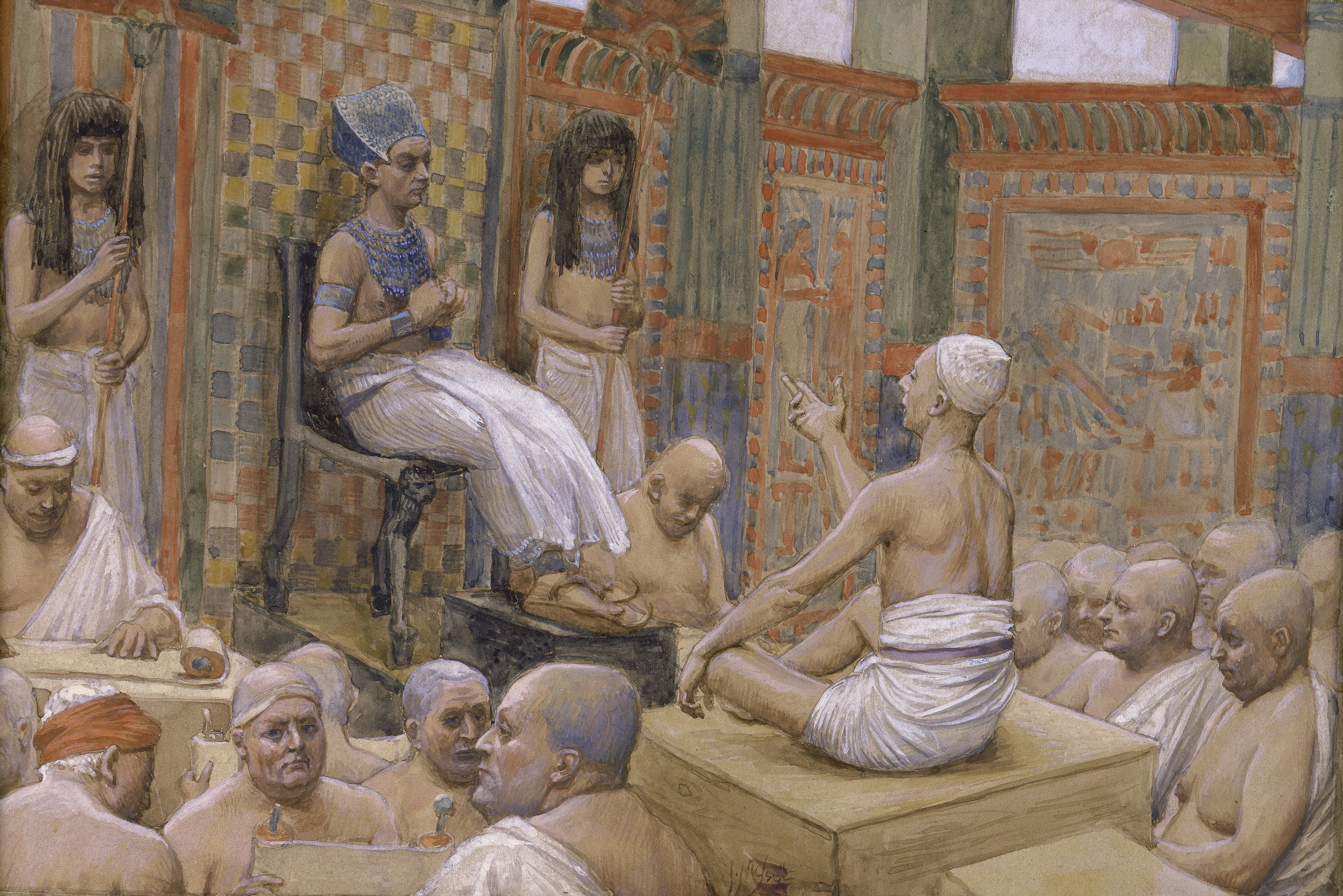
Iosif interpretează visul Faraonului c. 1896–1902. Jacques Joseph Tissot (1836–1902).

Începând cu sfârșitul secolului al XIX-lea, neurologul austriac Sigmund Freud, fondatorul psihanalizei, a teoretizat că visele reflectă mintea inconștientă a visătorului, susținând că acestea sunt modelate de dorințele inconștiente, în special legate de amintiri și experiențe din copilărie. Carl Jung și alți teoreticieni au extins ideea lui Freud, subliniind că visele pot reflecta dorințe inconștiente și pot conține semnificații arhetipale.
Interpretarea viselor este adesea influențată de idei și experiențe subiective. Un studiu a constatat că majoritatea oamenilor cred că „visele lor dezvăluie adevăruri ascunse semnificative”. Cercetătorii au intervievat studenți din Statele Unite, Coreea de Sud și India, descoperind că 74% dintre indieni, 65% dintre sud-coreeni și 56% dintre americani considerau că visele lor oferă înțelegeri semnificative asupra dorințelor inconștiente. Oamenii au fost mai predispuși să considere visele semnificative dacă conținutul acestora era conform cu dorințele și credințele lor.
Conform unor sondaje, mulți oameni simt că visele pot prezice viitorul. Psihologii explică aceste impresii prin prejudecăți de memorie, care includ o memorie selectivă pentru predicții corecte și reinterpretarea retrospectivă a viselor pe baza experiențelor trăite. Natura interpretabilă a viselor ușurează găsirea de legături între acestea și evenimente reale. Termenul „vis veridic” este folosit pentru a indica visele care dezvăluie informații noi sau necunoscute visătorului.
Într-un experiment, participanții care și-au notat visele într-un jurnal nu au mai găsit predicții precise legate de viitor, întrucât efectul memoriei selective era controlat . Într-un alt experiment, un jurnal fals de vise predictive a condus participanții să rețină mai multe predicții aparent reușite decât nereușite.

## Imagini și literatură
Artiștii vizuali, scriitorii și cineaștii au găsit în vise o sursă bogată de inspirație. În Occident, reprezentările viselor în arta Renașterii și Barocului erau adesea legate de teme biblice, precum visul lui Iacov și visele Sfântului Iosif din Evanghelie.

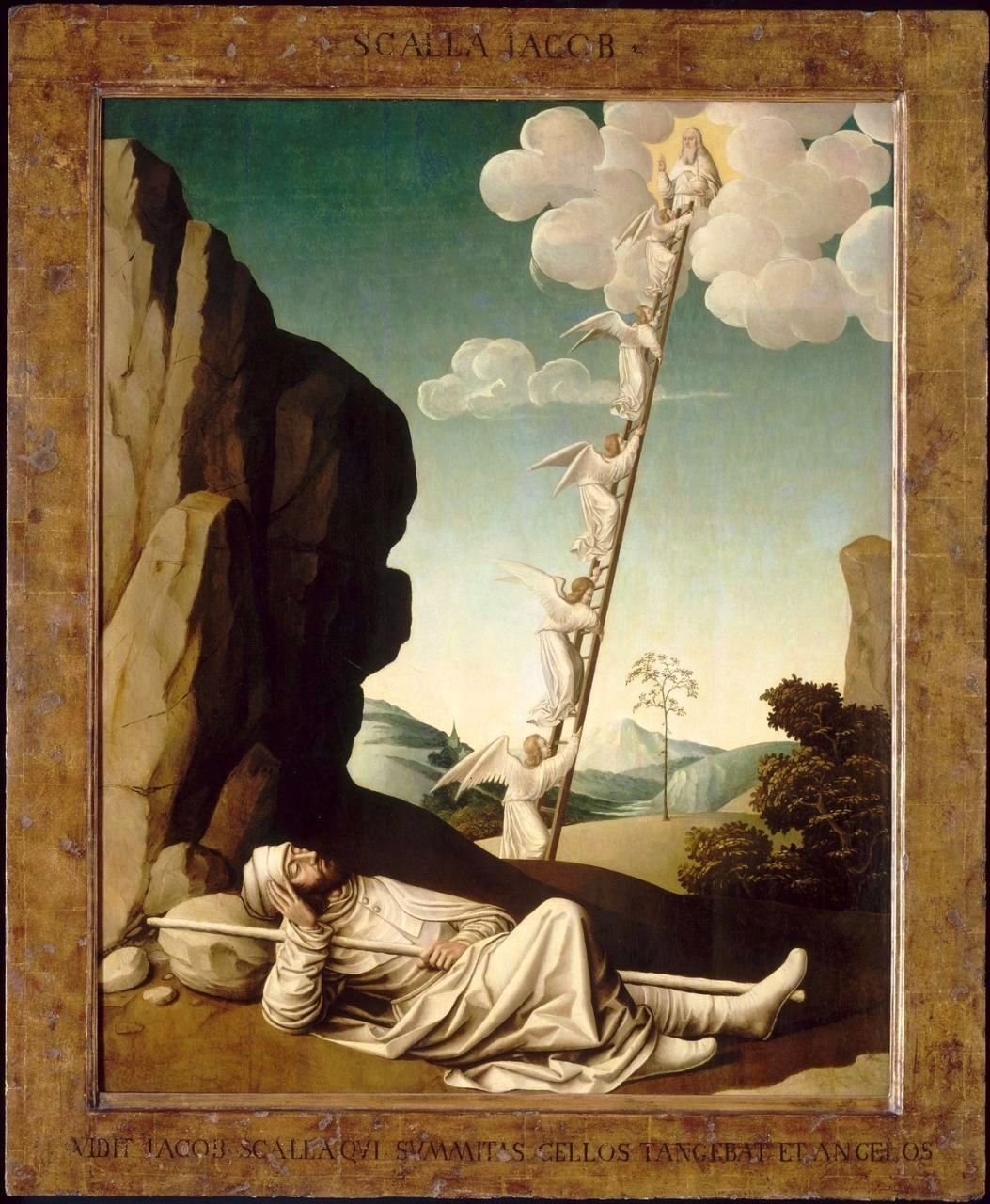
Nicolas Dipre. Le songe de Jacob. c. 1500 Avignon, Petit Palais.
José de Ribera (1591–1652). El sueño de Jacob, de la Prado în Google Earth
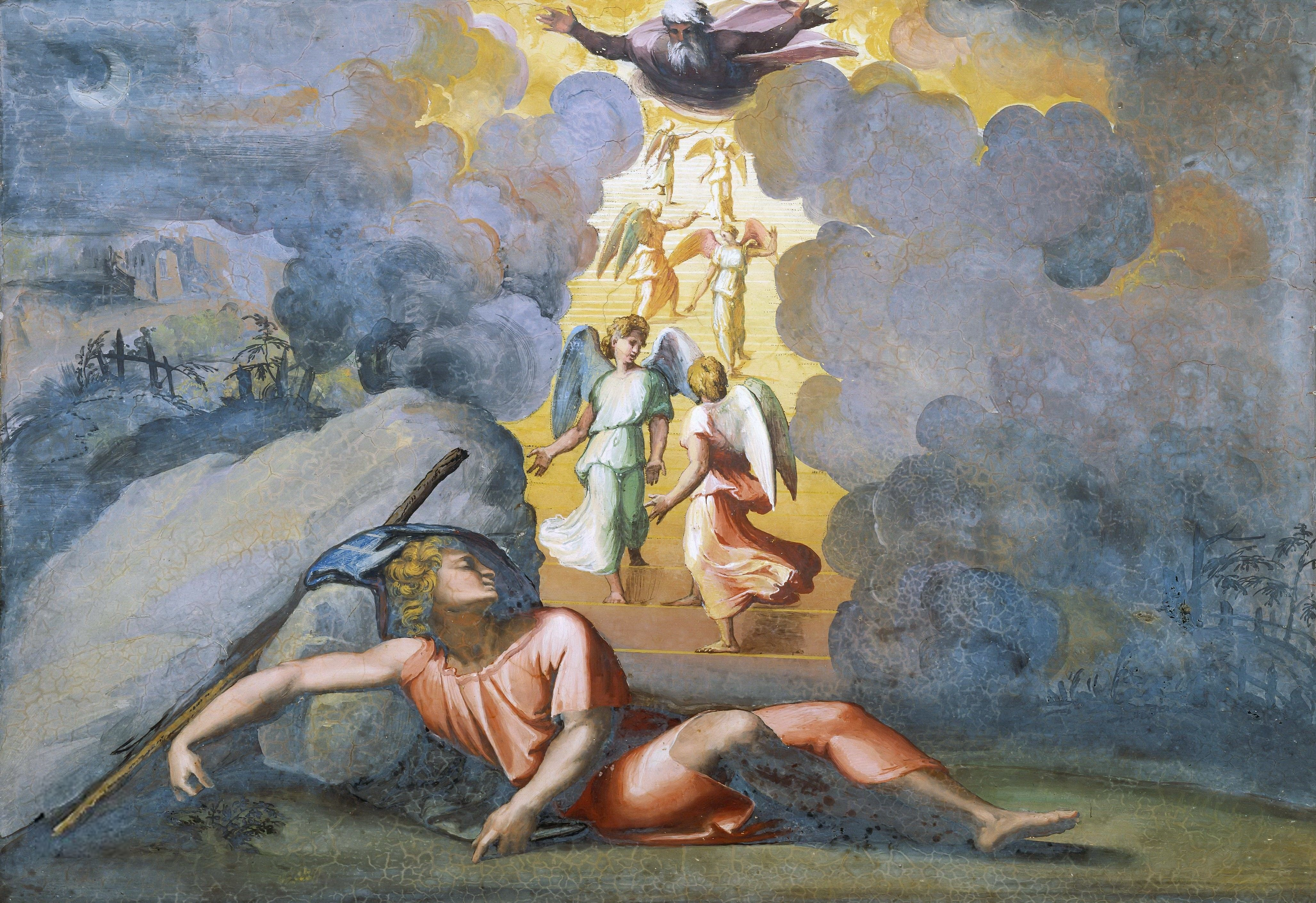
Rafael. Visul lui Iacov (1518)
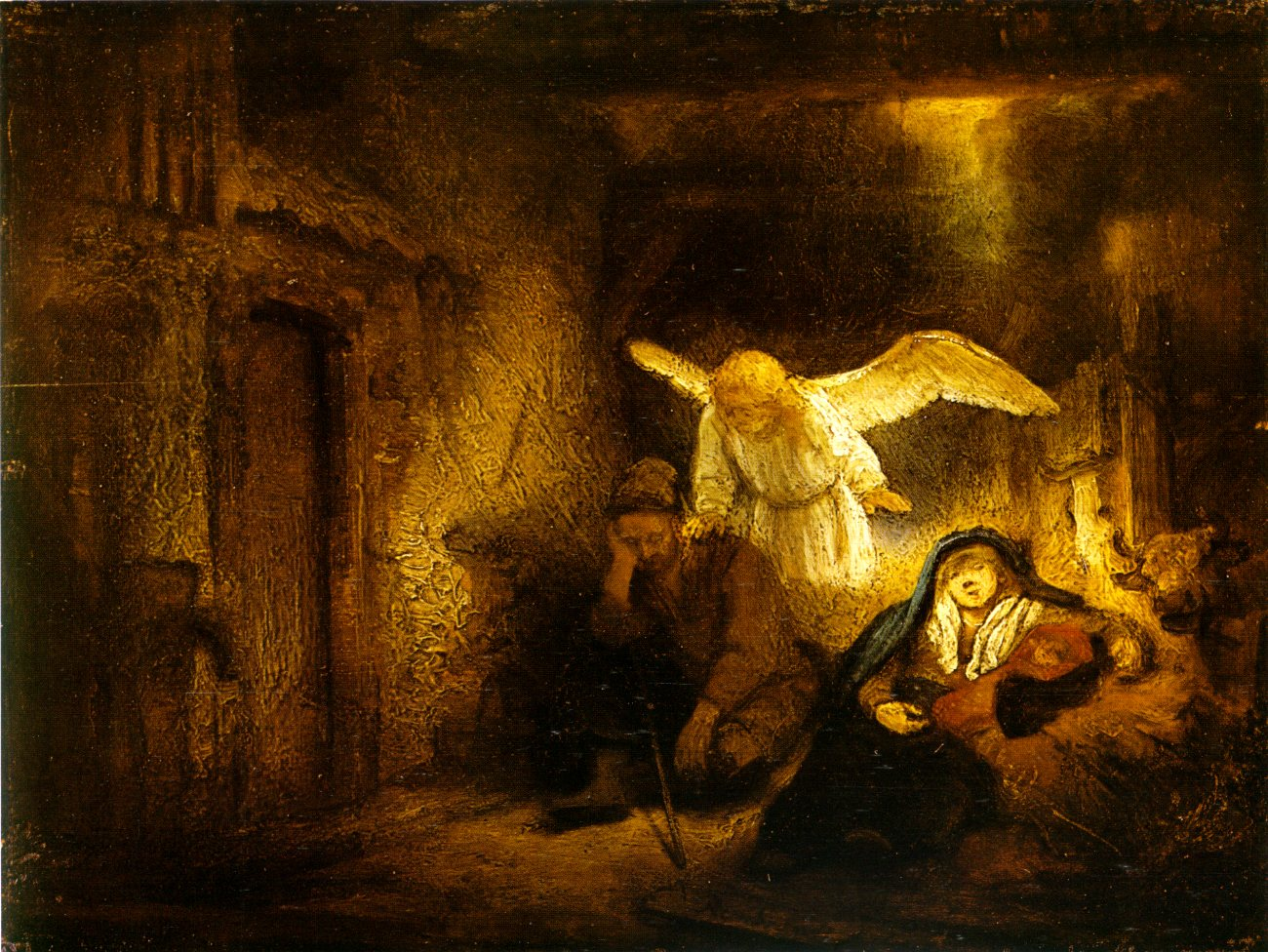
Rembrandt. Visul lui Iosif (1645)
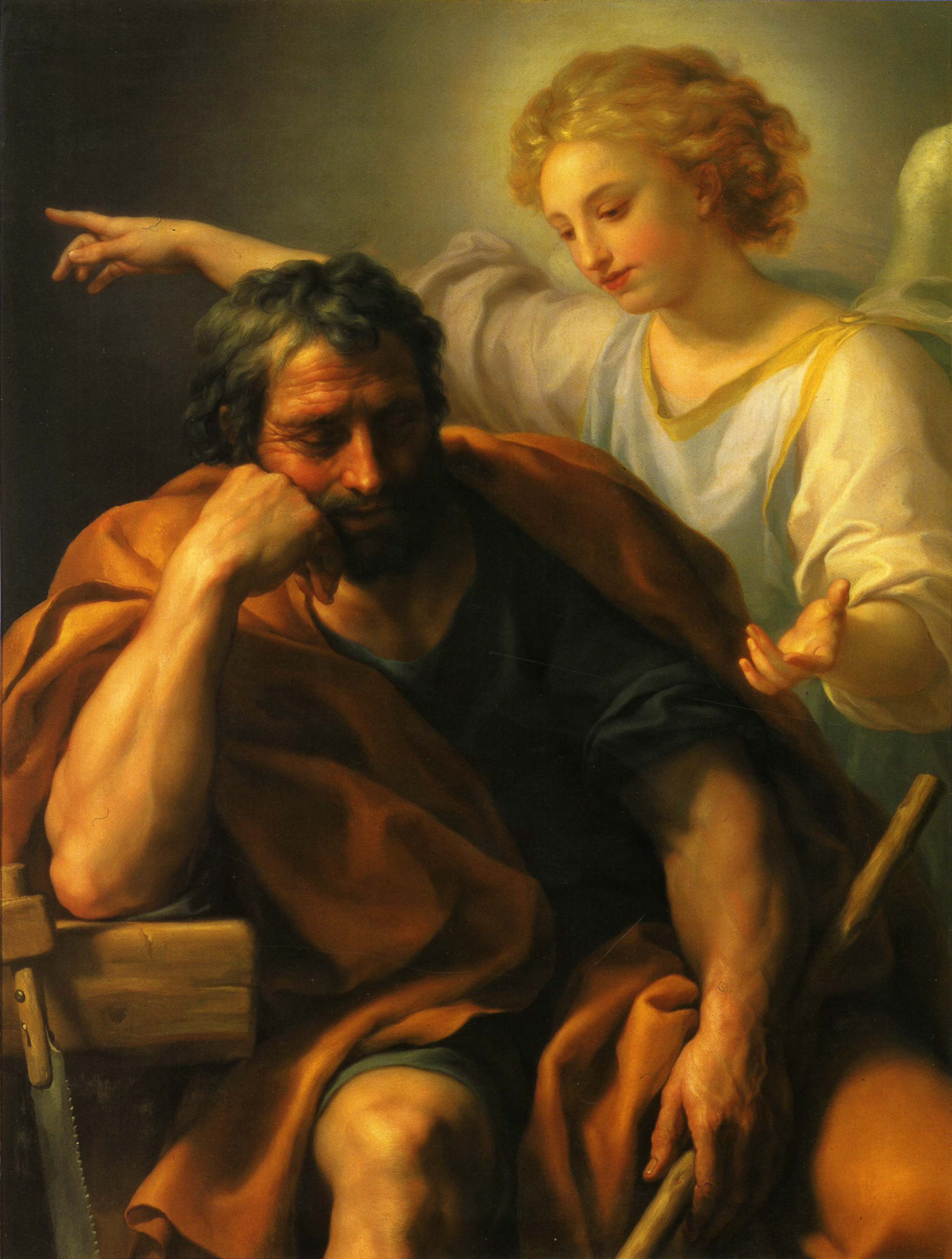
Anton Raphael Mengs. Traum des Hl. Joseph (1773 sau 1774)

Ulterior, artiști celebri precum Hokusai, Rousseau, Picasso și Dali au ilustrat teme onirice. În literatură, visele au fost folosite frecvent ca tehnică narativă. În literatura medievală, de exemplu, visele servesc drept cadru pentru alegorie în lucrări precum The Book of the Duchess (Cartea Ducesei) și The Vision Concerning Piers Plowman⁠(d) (Viziunea lui Piers Plowman).

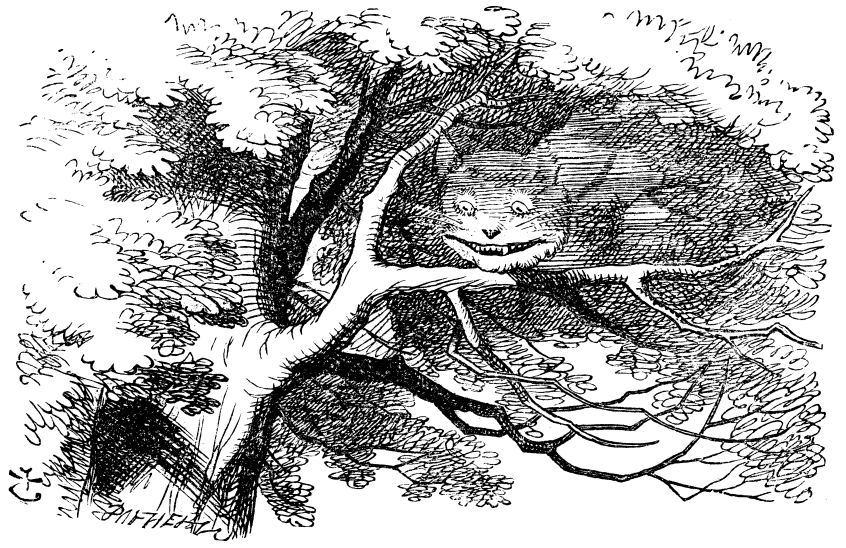
Pisica de Cheshire, (1820–1914), ilustrație în Aventurile lui Alice în Țara Minunilor, ediția din 1866

În literatura de ficțiune și speculativă din secolul al XIX-lea, lumi de vis cunoscute includ Țara Minunilor din Alice în Țara Minunilor de Lewis Carroll, cu o logică asemănătoare viselor. Alte exemple includ Dreamlands din Dream Cycle de H.P. Lovecraft și Povestea fără sfârșit de Michael Ende, în care se explorează teme ca Deșertul Visurilor Pierdute și Marea Posibilităților.
Cultura populară modernă concepe adesea visele, la fel ca Freud, ca expresii ale temerilor și dorințelor visătorului. În literatură și cinema, linia dintre vise și realitate este adesea estompată pentru a servi narațiunii, cu exemple notabile în filmele Dreamscape (1984), Începutul (2010), și seria Coșmarul de pe Elm Street.

## Luciditate
Visul lucid este o stare în care visătorul este conștient că visează și poate, uneori, să exercite un anumit control asupra visului. Controlul asupra conținutului visului poate fi îmbunătățit prin practică deliberată, dar nu este o condiție obligatorie pentru ca visul să fie considerat „lucid” – ceea ce definește un vis lucid este doar recunoașterea că persoana visează. Apariția viselor lucide a fost demonstrată științific.
Termenul „oneironaut” se referă uneori la cei care experimentează visarea lucidă.
În 1975, psihologul Keith Hearne a reușit să înregistreze pentru prima dată semnale de la o persoană aflată în vis lucid. Pe 12 aprilie 1975, subiectul și co-autorul lui Hearne, Alan Worsley, și-a mișcat ochii stânga-dreapta ca semnal că devine lucid, conform instrucțiunilor. Mai târziu, psihofiziologul Stephen LaBerge⁠(d) a desfășurat studii similare, inclusiv:
- folosirea mișcărilor oculare pentru a sincroniza timpul perceput în vis cu cel real,
- compararea activității creierului în timp ce cânta treaz și în vis,
- studii privind activitatea cerebrală în timpul experiențelor sexuale din vis.[89]

Comunicarea între visători a fost de asemenea investigată. În acest proces, un visător primește stimuli externi (de exemplu, lumină roșie) pentru a deveni lucid și semnalează acest lucru prin mișcarea ochilor, urmând ca și celălalt visător să primească același stimul pentru a se sincroniza.

## Reamintirea viselor

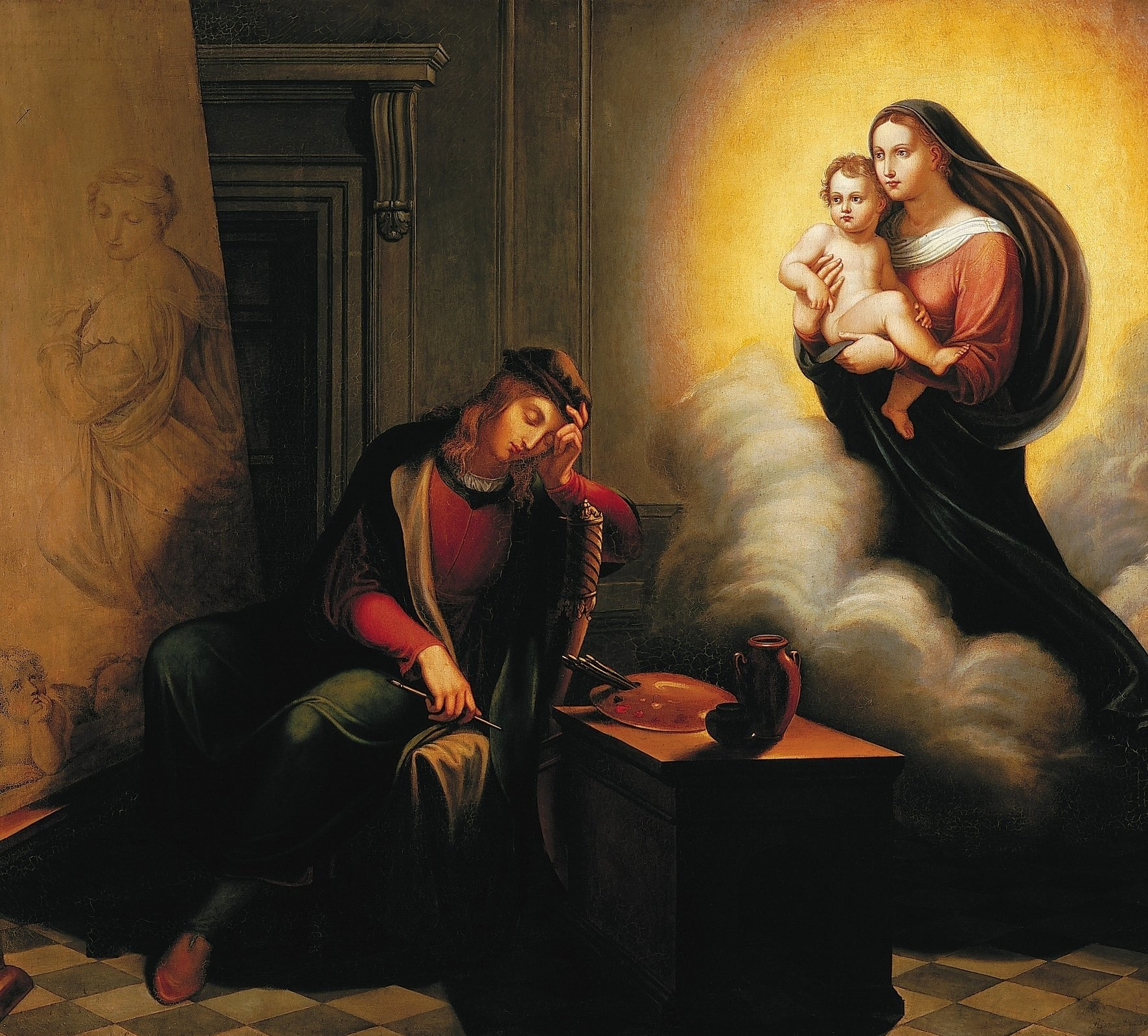
Visul lui Rafael (1821). și Franz Riepenhausen.

Reamintirea viselor este o abilitate variabilă, ce poate fi antrenată. Femeile au o capacitate de reamintire a viselor mai frecventă decât bărbații, iar oamenii își amintesc mai des visele imediat după trezire. Factorii precum intensitatea emoțională și natura neobișnuită a visului influențează capacitatea de reamintire. De asemenea, declanșatori externi pot ajuta la reamintirea viselor.
Jurnalele de vise sunt utilizate pentru îmbunătățirea reamintirii, fie în scopuri personale, fie terapeutice. Adulții raportează, în general, că își amintesc în medie două vise pe săptămână.
Persoanele cu trăsături de personalitate deschise, fanteziste și creative tind să-și amintească visele mai frecvent. De asemenea, cei care au experiențe bizare în starea de veghe tind să aibă vise memorabile și coșmaruri frecvente.

### Mașină de înregistrare a viselor
Tehnologiile de imagistică cerebrală, cum ar fi fMRI și EMG, sunt folosite pentru a reconstrui imagini, activitatea vorbiririi și mișcările din timpul viselor. Aceste cercetări oferă speranțe pentru viitoarele metode de înregistrare și interpretare a viselor.

## Diverse

### Iluzia realității
Iluzia realității este o teorie veche despre posibilitatea ca lumea reală să fie doar o iluzie, idee întâlnită prima dată la Zhuangzi⁠(d), filosof chinez din secolul al IV-lea î.e.n., și ulterior în filosofia occidentală prin Descartes.

### Transgresiunea din neatenție
Visele de transgresiune din neatenție (DAMT) sunt vise în care visătorul își încalcă involuntar o interdicție autoimpusă, precum renunțarea la fumat. Aceste vise sunt asociate cu o probabilitate mai mare de succes în renunțarea la acel obicei.

### Visele în starea non-REM
Visele hipnagogice (la adormire) și hipnopompice (la trezire) apar în studiile NREM și sunt, de obicei, mai scurte și mai fragmentate decât cele din faza REM.

### Visare cu ochii deschiși

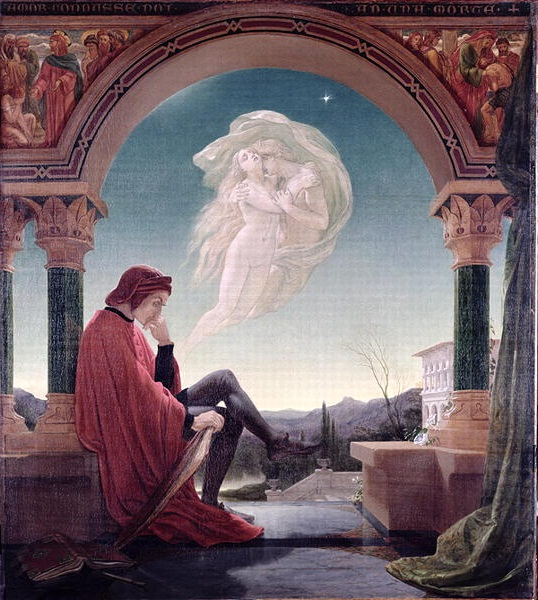
Dante Meditând, 1852, de

Visarea cu ochii deschiși reprezintă o fantezie trăită în stare de veghe, caracterizată adesea de gânduri plăcute, speranțe sau ambiții imaginare. Nu există o definiție uniformă între psihologi pentru acest fenomen, iar publicul folosește termenul pentru o varietate de experiențe. Potrivit cercetărilor psihologului Deirdre Barrett⁠(d) de la Harvard, persoanele care au imagini mentale vii și aproape onirice folosesc termenul de „visare cu ochii deschiși” pentru a descrie aceste experiențe, în timp ce alte persoane se referă la planificarea realistă, revizuirea amintirilor sau o stare de „deconectare” – când mintea devine relativ goală.
Deși visarea cu ochii deschiși a fost considerată în trecut o activitate leneșă și neproductivă, în prezent se recunoaște că poate avea un rol constructiv, mai ales în domenii creative. Mulți compozitori, scriitori și cineaști dezvoltă idei noi în acest mod, la fel ca cercetători, matematicieni și fizicieni care visează la subiectele lor de interes.

### Halucinație
Halucinațiile reprezintă percepții în absența unui stimul extern, având calitățile unei percepții reale: sunt vii, bine conturate și par plasate în spațiul obiectiv extern. Aceste percepții apar în starea de veghe, fiind distincte de vis, care are loc în timpul somnului.

### Coșmar

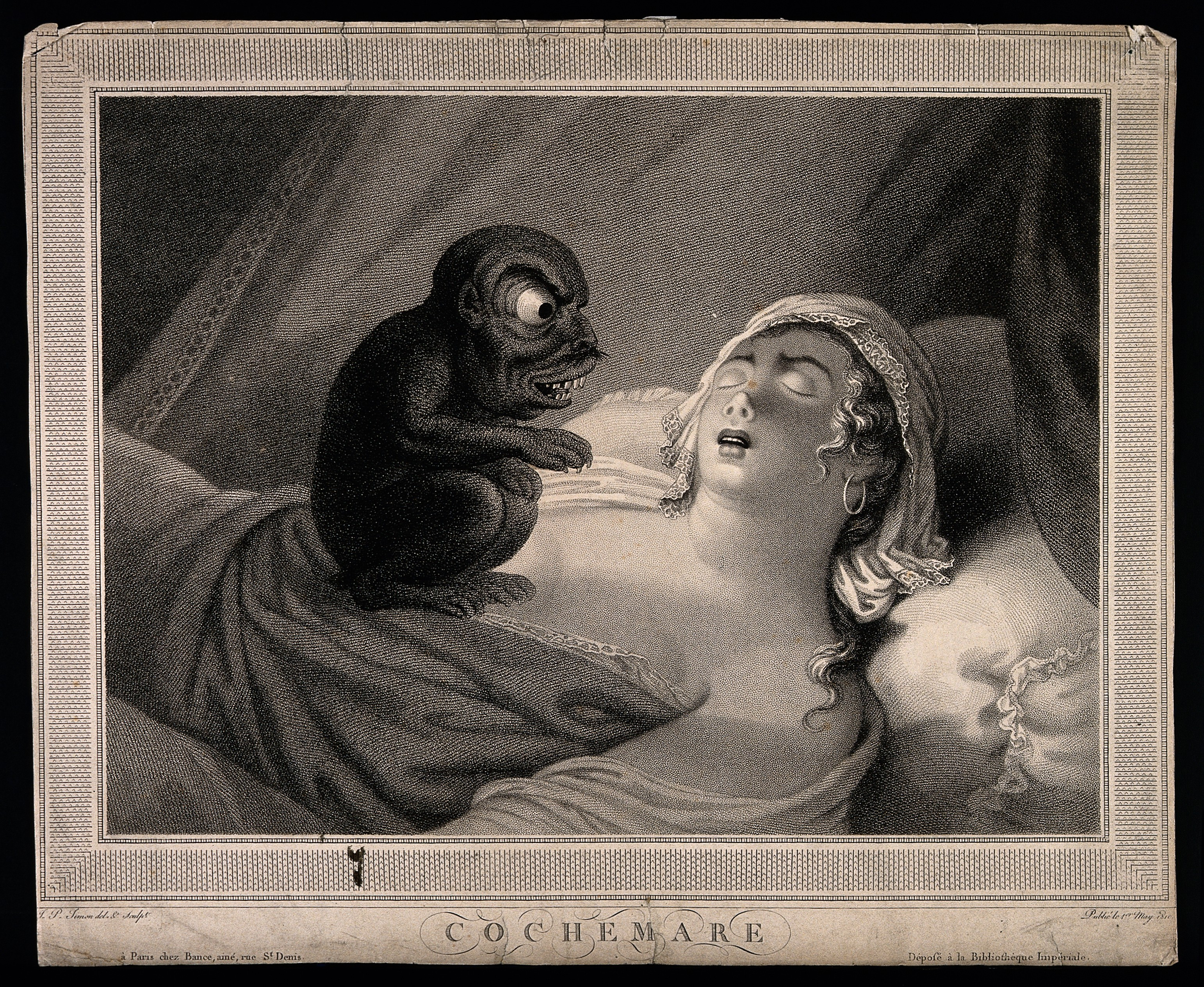
Femeie care are un coșmar. Jean-Pierre Simon (1764–1810 sau 1813).

Un coșmar este un vis extrem de neplăcut care provoacă reacții emoționale puternice negative, precum frică, groază, anxietate sau tristețe profundă. Visul poate conține imagini sau situații de pericol, disconfort sau teroare fizică ori psihologică. Cei care experimentează coșmaruri se trezesc de obicei agitați și pot avea dificultăți în a readormi.

### Teroarea nocturnă
Teroarea nocturnă, sau pavorul nocturn, este o tulburare de somn (parasomnie) care apare cel mai frecvent la copii și se manifestă prin senzații intense de frică sau groază. Spre deosebire de coșmaruri, teroarea nocturnă nu implică visarea unei situații neplăcute, ci apare în somnul profund NREM, iar cei afectați nu își amintesc episodul după trezire.

### Déjà vu
O teorie populară despre fenomenul déjà vu susține că senzația de familiaritate cu o situație ar putea fi legată de un vis anterior, acum uitat, care seamănă cu situația trăită în momentul respectiv.